# Jawad al-Bulani
Jawad al-Bulani (en arabe : جواد البولاني)(aussi Al-Bolani; né en 1960) est le 
ministre de l'Intérieur dans le Conseil des ministres du Irak depuis sa nomination par le premier ministre Nouri al-Maliki le 8 juin 2006. Bulani est un chiite, membre indépendant de l'Alliance irakienne unifiée.
L'origine de la famille de Bulani est la région de Diwaniyah. Il est grandi à Al-Amarah. Il 
était ingénieur de l'Armée de l'air du gouvernement de Saddam Hussein, il a fini quitté l'armée en 1999. 
Bulani a été membre de quelques partis politiques depuis la fin du pouvoir du gouvernement de Sadam Hussein :
- Le mouvement sadriste de Moqtada al-Sadr
- Le parti Hizbollah (Irak) de Abdel-Karim Mahoud al-Mohammedawi - il a été l'adjoint quand Mohammedawi était membre du conseil gouvernant irakien
- Le Parti de la vertu islamique
- Le parti d'Ahmed Chalabi National Congress Coalition et le Parti constitutionnel irakien fondé par Bulani étaient liés
- Bulani était le chef du conseil chiite politique qu'est allié avec Chalabi